# Desroy Findlay
Desroy Findlay (3 ottobre 1989) è un calciatore anguillano, centrocampista dei Salsa Ballers e della nazionale anguillana.

## Carriera

### Nazionale
Ha esordito in nazionale in una partita valevole per le qualificazioni al mondiale 2014, persa contro la Repubblica Dominicana per 2-0 nell'8 luglio 2011.